# Very Easy Rodent-Oriented Netwide Index to Computerized Archives
Veronica, kurz für Very Easy Rodent-Oriented Netwide Index to Computerized Archives, ist ein 1992 an der University of Nevada, Reno entwickelter, menüorientierter Suchdienst für den Internet-Dienst Gopher (Protokoll: gopher://), der bis etwa Mitte der 1990er Jahre genutzt und dann durch das World Wide Web und Suchmaschinen abgelöst wurde; in der Übergangszeit wurde Veronica über WWW-Formulare genutzt, heute gibt es kaum noch Gopher- oder Veronica-Server.
Funktional leistete Veronica das für den Gopherspace, was der Suchdienst Archie für FTP tat.
Veronica indizierte die Titel von Dateien und Verzeichnissen aller Gopherserver, die dem  „Mutter“-Gopher der University of Minnesota bekannt sind, bzw. alle Gopherserver, auf die von diesen Servern aus verwiesen wird.
Ein gravierender Vorteil gegenüber der Suchmaschine Archie war, dass die Titel sich nicht nur auf den Dateinamen beschränken, sondern auch aus ganzen Sätzen bestehen können. Auch sind logische Abfragen mit or-, and- und not-Verknüpfung der Suchbegriffe möglich.